# São Cosme e São Damião
São Cosme e São Damião is een plaats (freguesia) in de Portugese gemeente Arcos de Valdevez en telt 223 inwoners (2001).

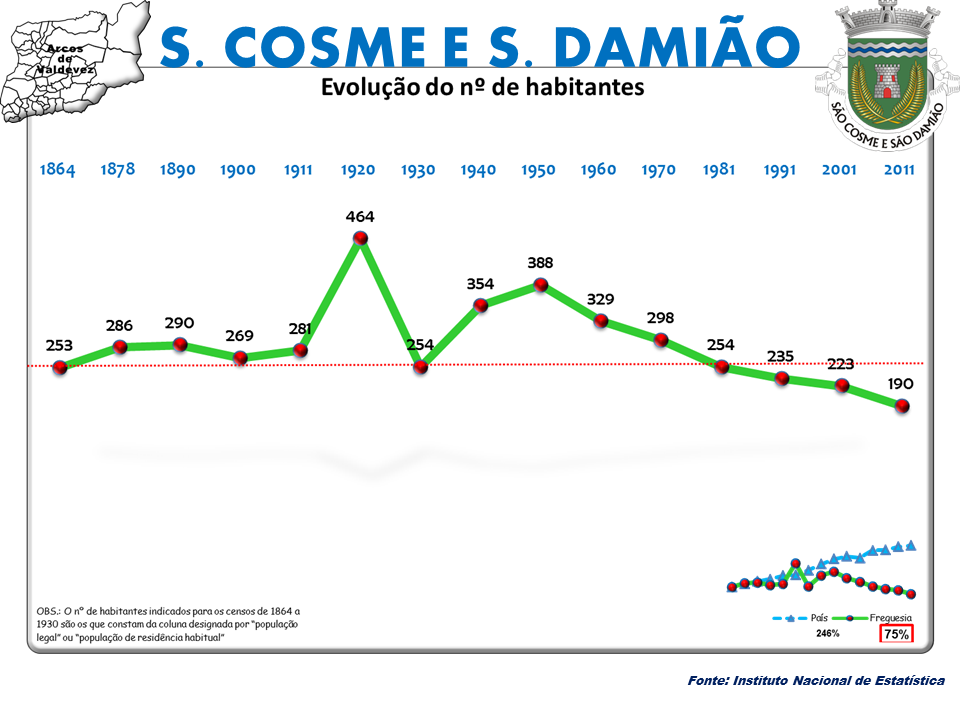
Bevolkingsontwikkeling tussen 1864 en 2011